# 塔尔基兴-上森德灵-福斯滕里德-菲尔斯滕里德-索尔恩
塔尔基兴-上森德灵-福斯滕里德-菲尔斯滕里德-索尔恩（德語：Thalkirchen-Obersendling-Forstenried-Fürstenried-Solln）是德国巴伐利亚州首府慕尼黑的市辖第19区，于1992年由多个原较小的市辖区及市分区合并而成。所谓的巴尔德高地（Balde-Höhe）即位于第19区，这是一座位于瓦恩贝格修道院地带的山丘（海拔573米），为慕尼黑市内的最高点。影响城市气候的重要绿色通道（伊萨尔河谷、福斯滕里德公园、森德灵森林或是南公园、西门子小树林、森林墓园等）也都毗邻或通过该区，这是由差异很大的市分区所组成。
与第19区相邻的分别是北部的市辖区哈德恩、森德灵-西公园和森德灵以及东部伊萨尔河对岸的市辖区下吉兴-哈拉兴。第19区以南和以西则组成了慕尼黑的城市边界，位于南部边界外侧的是市镇伊萨尔河谷普拉赫、非建制地区福斯滕里德公园以及位于西侧的市镇诺伊里德。

## 区分区

### 塔尔基兴

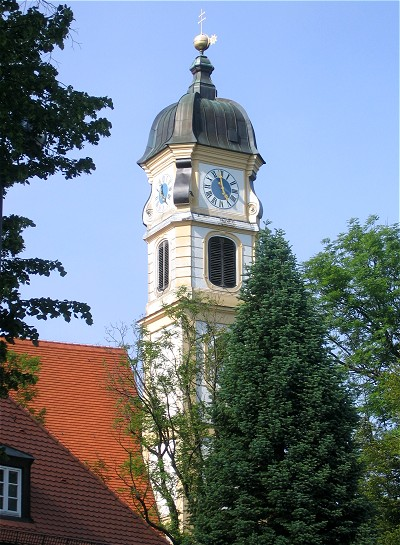
塔尔基兴圣玛利亚堂

坐落在伊萨尔河西侧低地的塔尔基兴是城市南部最古老的聚居地之一，同时其所处的方位也因河流进行土地恢复后而形成了整座城市的一个重要的休闲及康乐场所。在塔尔基兴设有如今的慕尼黑木筏水道，通过其上方的塔尔基兴桥可以便捷的通往伊萨尔河对岸、位于邻区下吉兴-哈拉兴境内的海拉布伦动物园。而在塔尔基兴一侧河岸的东北方至属森德灵管辖的弗劳歇之间，有一条沿伊萨尔河伸展的大片绿道，这之中包含有森林和草地、游乐场以及一个源自1800年落成的森林之家内的同名啤酒花园。
- 塔尔基兴，意即“河谷的教堂（Kirche im Tal）”，是在1268年被首次以书面提及。它于1818年与上森德灵和玛利亚艾因西德尔共同组成为一个市镇。其最初的地方中心位于圣玛利亚堂（德语：St. Maria (Thalkirchen)），这被证明是在圣母三十日（德语：Frauendreißiger）进行赎罪的重要朝圣地。由于朝圣原因，塔尔基兴兴起了大量的客栈和啤酒花园（德语：Biergarten），以及后续的郊游运输[2]。塔尔基兴的交通曾是通过伊萨尔河谷铁路（德语：Isartalbahn）相连。这些影响奠定了慕尼黑城市休闲事业基础设施在19世纪末强劲增长的相互联系，例如吉林格公园、一个带步道的私家绿地、一间茅舍、一片可供租船的小型水域以及其它设施。1890年，玛利亚艾因西德尔浴场也正式开业[3]。塔尔基兴于1900年1月1日被并入慕尼黑[4]。决定性的因素是在塔尔基兴建立了木筏运输的中心点，这是由于慕尼黑的筏运点因交通负荷而被摒弃。一个较为著名的塔尔基兴人是作家威廉·延森（德语：Wilhelm Jensen）。

- 玛利亚艾因西德尔（Maria Einsiedel）是在1268年被首次以书面提及。这一镇分区的名称是通过画家科斯马斯·达米安·阿萨姆（德语：Cosmas Damian Asam）根据同名的瑞士朝圣地玛利亚艾因西德尔而作。阿萨姆购入了如今被称为阿萨姆小城堡（德语：Asam-Schlössl）的地皮及资产，并按照瑞士朝圣教堂的绘画作内部装饰，后于1734年5月31日正式获颁不动产证。在1725年3月25日，埃吉德·奎林·阿萨姆（德语：Egid Quirin Asam）获得了设立小圣堂的许可。1730年10月25日，他在教堂建筑完工后通报了位于弗赖辛的主管教会当局，并为之祝圣。

- 镇分区欣特布吕尔（Hinterbrühl）得名于当地的欣特布吕尔湖（德语：Hinterbrühler See）。其中的“布吕尔（Brühl或Priel）”意指被灌木丛覆盖的草甸。1906年11月29日，内政部批准了这一地名，并自1907年1月1日起生效。

- 路德维希王子高地（德语：Villenkolonie Prinz-Ludwigs-Höhe）最早是在1895年以或的名义被首次提及。这个在同年由雅各布·海尔曼（德语：Jakob Heilmann）建造的别墅区名称是来自于后来的巴伐利亚国王路德维希三世。路德维希王子高地的地名早在1893年3月4日便作为伊萨尔河谷铁路（德语：Isartalbahn）的停车点而率先提及，这是根据附近的“路德维希王子高地森林”而得名。在路德维希王子高地别墅区的西部、即铁路线的另一侧，建有索尔恩别墅区（德语：Villenkolonie Solln）[5]。

### 上森德灵

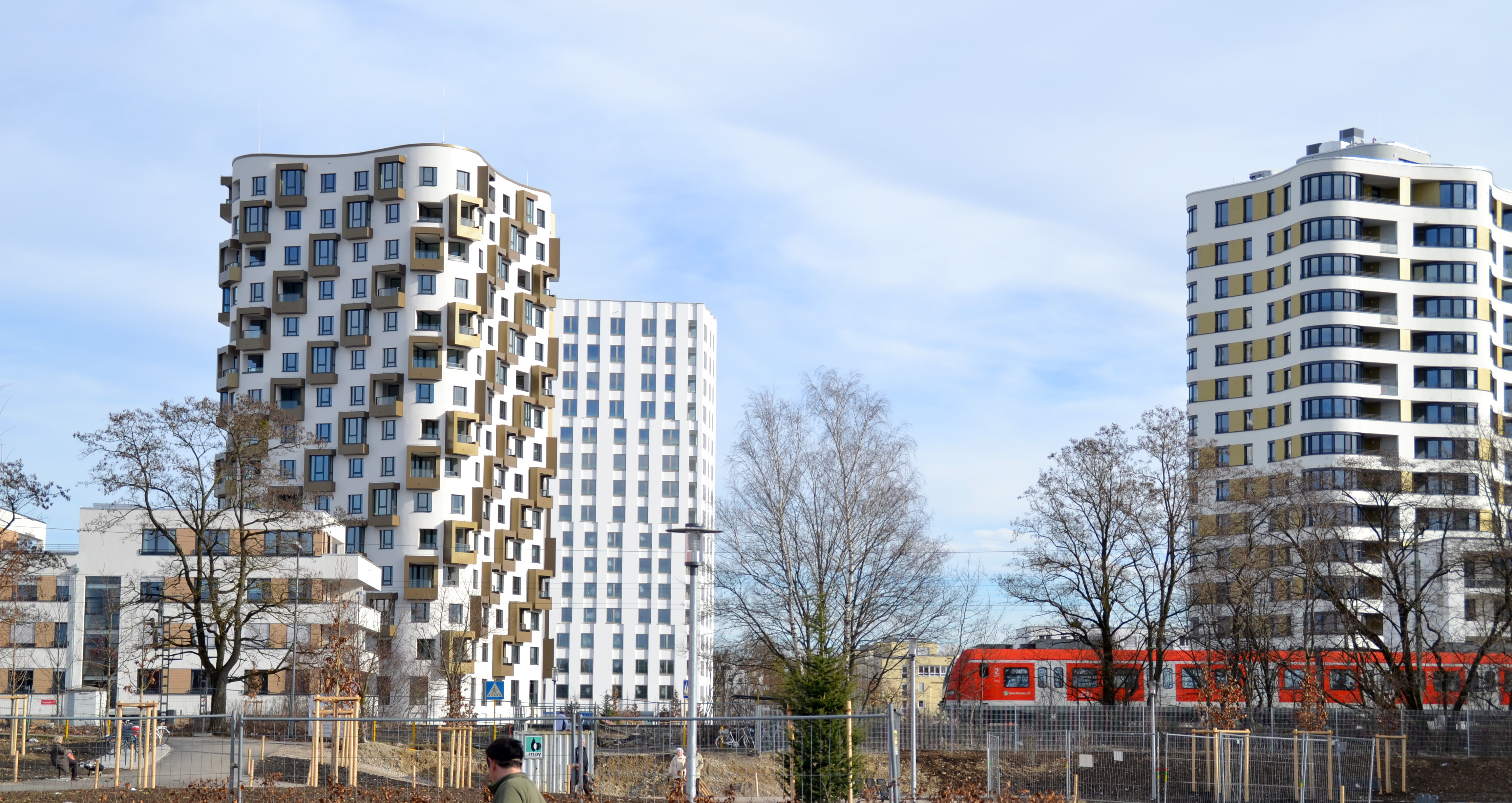
在原西门子区域内新建的塔式高楼（2014年）

上森德灵在地理上位于慕尼黑的城市南缘和伊萨尔河西侧。市分区是从东部的城市快铁线路（塔尔基兴）延伸至西部（福斯滕里德）的南公园。其北部边界与市辖区森德灵-西公园相邻，南部则与市分区索尔恩接壤。
它最初作为市分区从属于塔尔基兴，并在1900年1月1日被并入慕尼黑。这一市分区的城市规划大致上是作为混合区域考虑。其住房存量，包括更古老的住宅社区，都是被嵌入工业及商业用地中。上森德灵在第二次世界大战后经历了经济的快速发展。其起因是霍夫曼街周边高度集中的西门子公司场所。那里自1927年以来便建有一个分厂。当该公司在二战后将总部从柏林迁至慕尼黑后，霍夫曼街便成为了中央所在地。随着西门子大厦作为代表性的行政建筑于1961年至1963年落成，独立的制造及销售部门建筑也相继在周边聚集。
西门子公司于世纪之交将其位于霍夫曼街的处所出售。作为伊萨尔河南项目的一部分，整个西门子用地应自2005年起进行根本性的重新设计。该项目的主旨是要开放此前已结束的西门子用地，并由一个集生活及工作于一体的新概念来取代。由于受到民间团体“倡议我们的慕尼黑”的阻力，该计划被迫做出修改并取消兴建一座逾99米高的高层建筑。原西门子用地的新发展规划在2010年落实。围绕在一个中央公园设施周边、可容纳约2000位居民和1000个就业岗位的已于2013年完工。原西门子用地的其它部分会进一步兴建约1000套住房，其中西门子大厦将改造出约300套住房。
同样在上森德灵，于工厂用地西北侧的博谢茨里德街设有西门子住宅区。值得一提的是西门子的两座星状高楼，这是慕尼黑在二战后兴建的首批高层建筑。

### 福斯滕里德

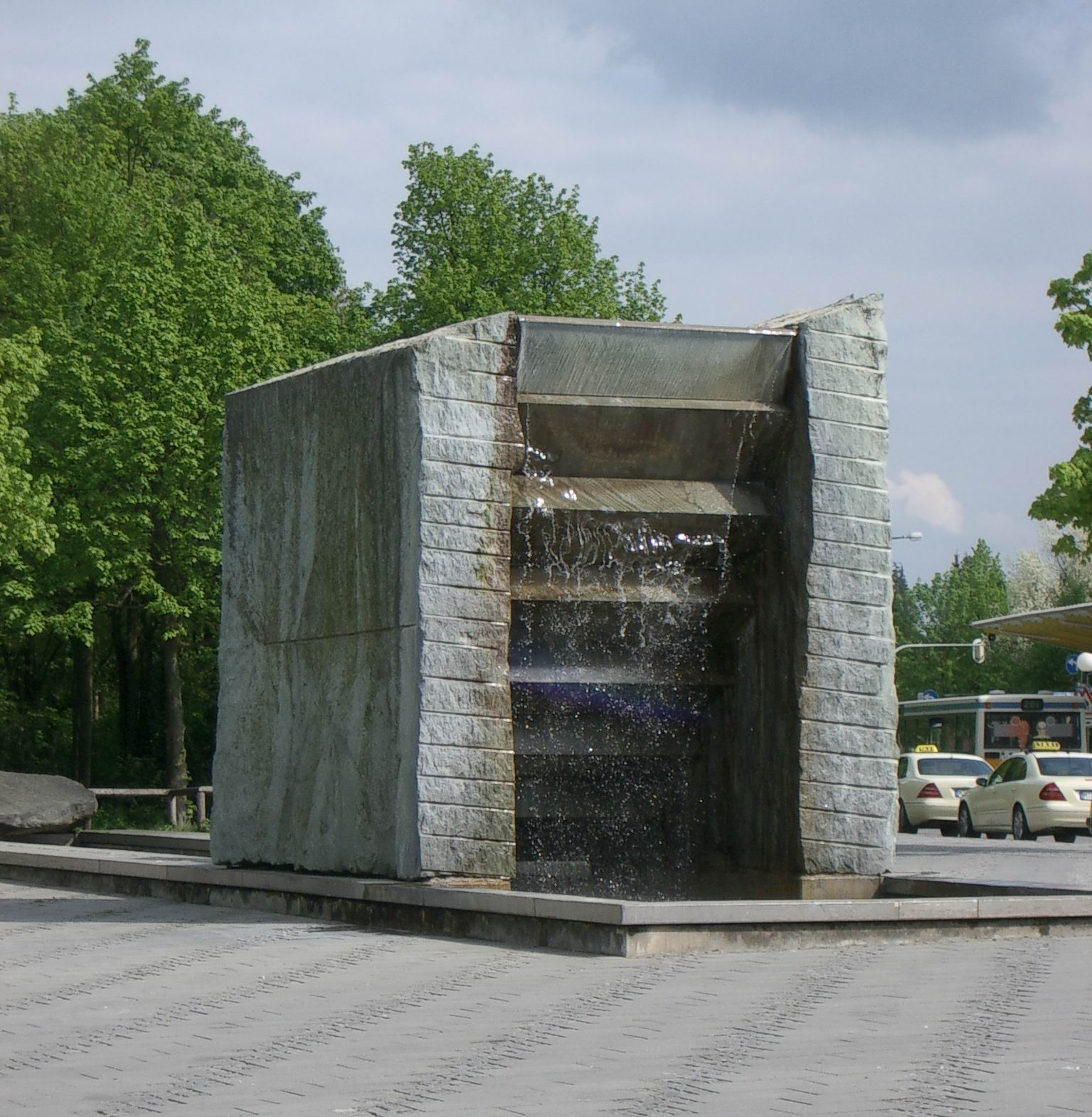
位于菲尔斯滕里德西境内瑞士广场的喷泉

相对保存完好的历史村落中心主要是由住宅用地所组成。它最早是在1166年以的名义被首次提及，这一名称是由表示森林的单词以及表示垦地的单词所共同组成。历史地方中心位于堂区圣堂圣十字堂（今福斯滕里德大道180a号）周边。福斯滕里德于1912年1月1日被并入慕尼黑。在1959年至1971年间，福斯滕里德全区共有三个大型住宅设施落成。在新福斯滕里德、福斯滕里德东和福斯滕里德西，及其东侧建于索尔恩走廊上的索尔恩公园城共创造了可供超过25000人居住的逾12500套住房。
- 菲尔斯滕里德，自1818年与福斯滕里德、上/下迪尔耶格和马克斯霍夫共同组成了市镇福斯滕里德，它是在1716年被首次以书面提及。其名称是源自选帝侯马克斯·埃马努埃尔，他于1715年至1717年间获准在此建造了菲尔斯滕里德城堡（德语：Schloss Fürstenried）。

- 镇分区马克斯霍夫源自马克斯·埃马努埃尔于1717在一个牧场上设立的雉鸡舍。在18世纪末，这座破旧的鸡舍连同所属的用地被公园主马克斯·安东·耶格胡伯（Max Anton Jägerhuber）所收购，他拆除了原有建筑，然后创建一座公园，并在1804年以他的名字马克斯命名。直至1809年，该名称才出现在一份城市地图中。经过19世纪频繁的更换所有权后，福斯滕里德花园城有限公司最终于1916年购得并对其进行开发。

- 镇分区下迪尔，其名称的组成部分“迪尔”表示一个森林的篱笆，源自约1720年建造的迪尔看护室（Dillwärterhaus）。1834年左右又增加了一个名为“耶格安图于尔（Jäger am Thüll）”的林务所，至1850年，村镇共计有四所房屋。

- 自1907年起，在“往十字院（Zum Kreuzhof）”客栈周边还成立了另外一个镇分区：十字院。该客栈始建于1875年，后在1963年修建立交桥的过程中被拆除。

- 在福斯滕里德大道61号设有慕尼黑业余大学（德语：Münchner Volkshochschule）的“福斯滕里德-东”分校。

### 索尔恩

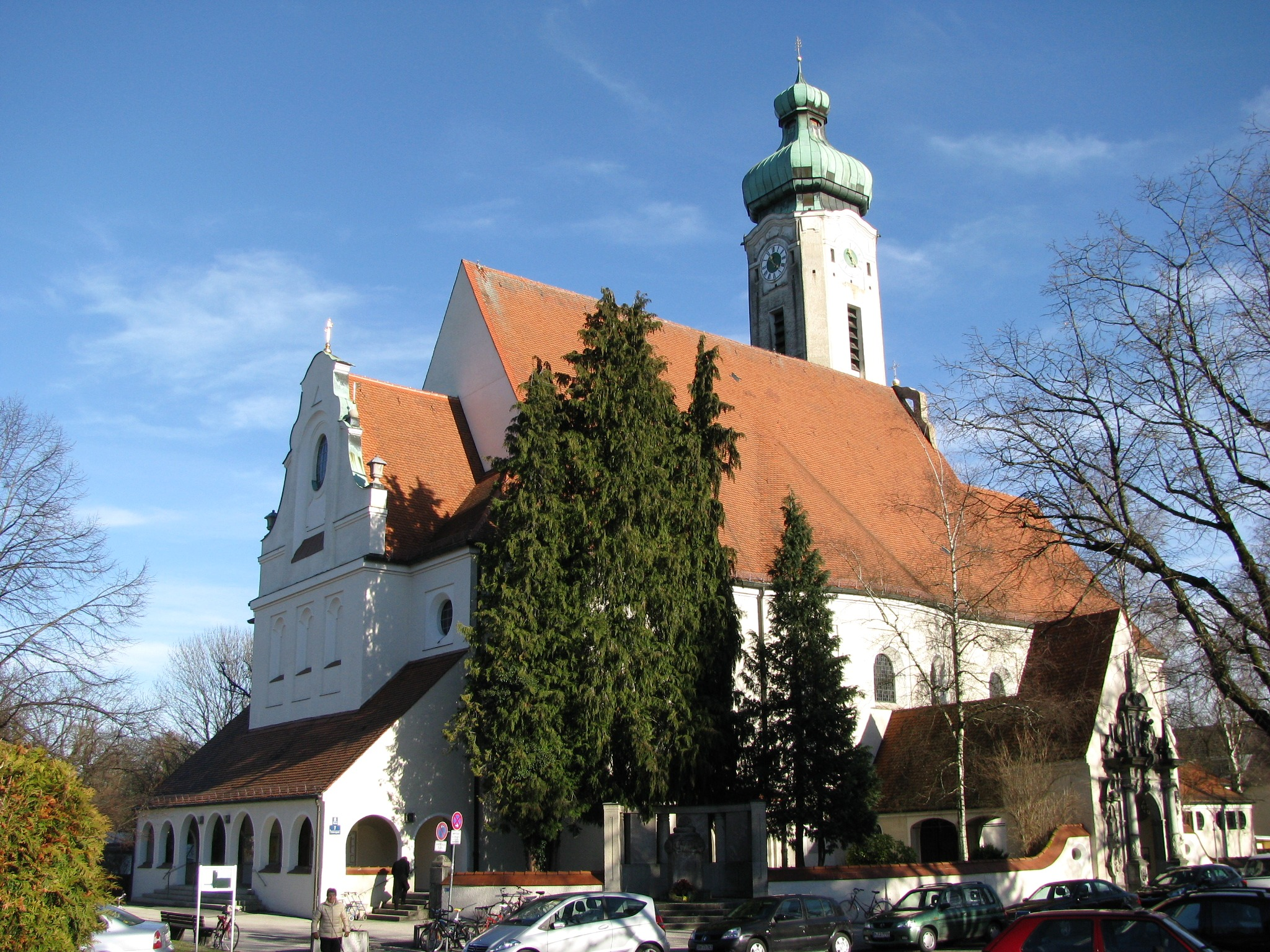
索尔恩圣若翰洗者堂

索尔恩是慕尼黑最南端的市分区。由于其花园城的特性和老别墅，使它成为市内最昂贵的住宅区之一。在结构密致化的过程中，一些旧的领主庄园被密集建造的高价位公寓大楼所取代。
历史地方中心是从老索尔恩圣若翰洗者教堂向南一直延伸至如今的威廉·莱布尔广场。这里有老邮局、老客栈和邮驿代办所林立在通往普拉赫的街道旁。除了老索尔恩教堂外，索尔恩还有另外三个天主堂（堂区圣堂圣若翰洗者堂、堂区圣堂圣安斯加堂和索尔恩公园城内的小舍恩斯塔特堂）以及两个基督堂（老索尔恩内的使徒堂和公园城内的彼得堂）。
现代史上最著名的索尔恩人是在并入慕尼黑前出生的诺贝尔化学奖得主恩斯特·奥托·菲舍尔。在老索尔恩墓园还设有他的最后安息之地。演员库尔德·于尔根斯亦于1915年出生在索尔恩（1982年逝世）。占地近七百公顷的索尔恩森林墓园共设有约3000个坟位，其中包括许多名人。
在老索尔恩核心地带西侧的几个独立部分于1960年代至1970年代形成了高层居民区索尔恩公园城。
位于索尔恩南端的镇分区瓦恩贝格最早是在1185年以的名义被首次提及，意为“瓦林附近的山”。它反过来也意味着在如今高地德语中的“（守卫）”，这表明此地在1200年左右曾是一座为保障伊萨尔河通道安全的哨山。它于1818年归属索尔恩管辖，并在1938年12月1日跟随当时的市镇索尔恩被并入慕尼黑。巴尔德高地作为原瓦恩贝格城堡的遗址所在地，以其海拔573米的高度成为慕尼黑市内的最高点。

## 概览

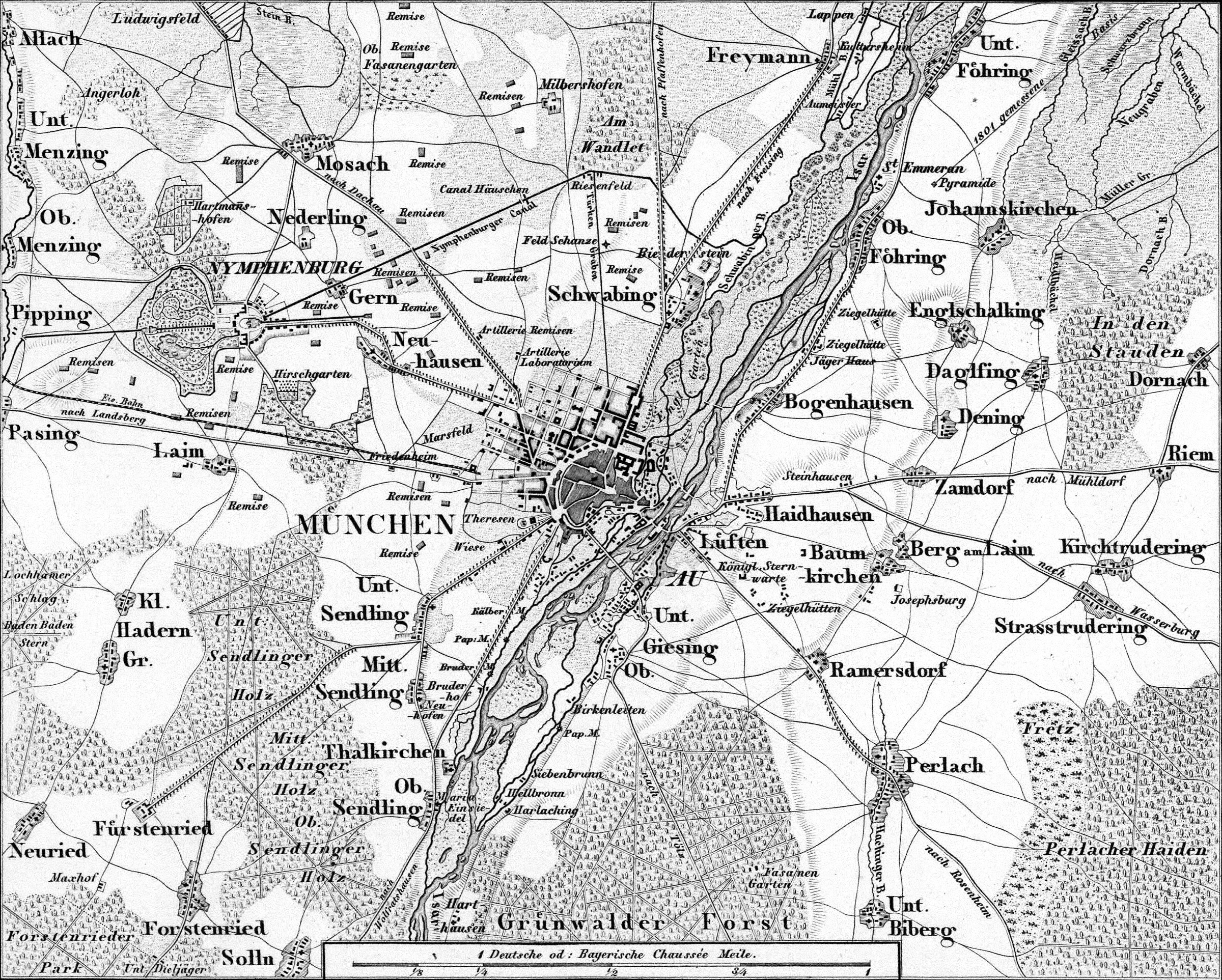
一份1858年地图种的塔尔基兴、上森德灵、福斯滕里德、菲尔斯滕里德及索尔恩

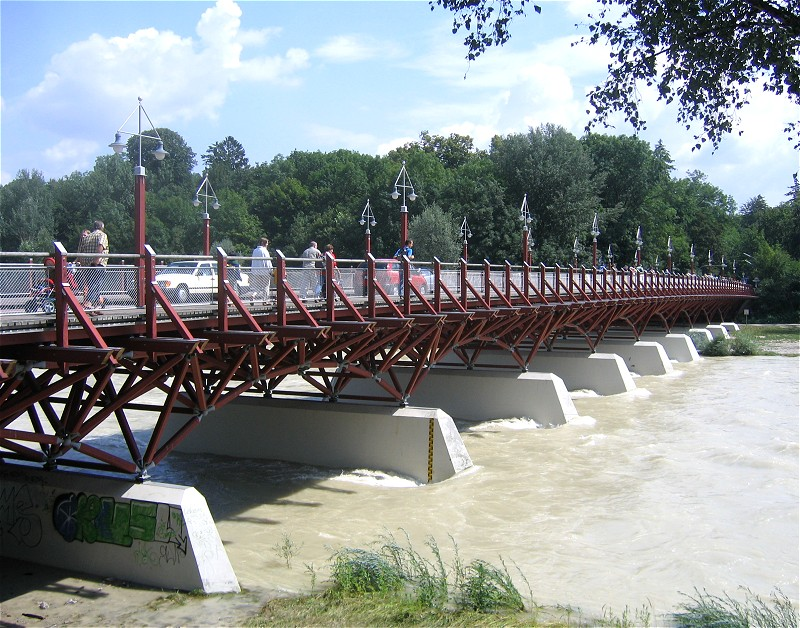
跨越伊萨尔河的塔尔基兴桥

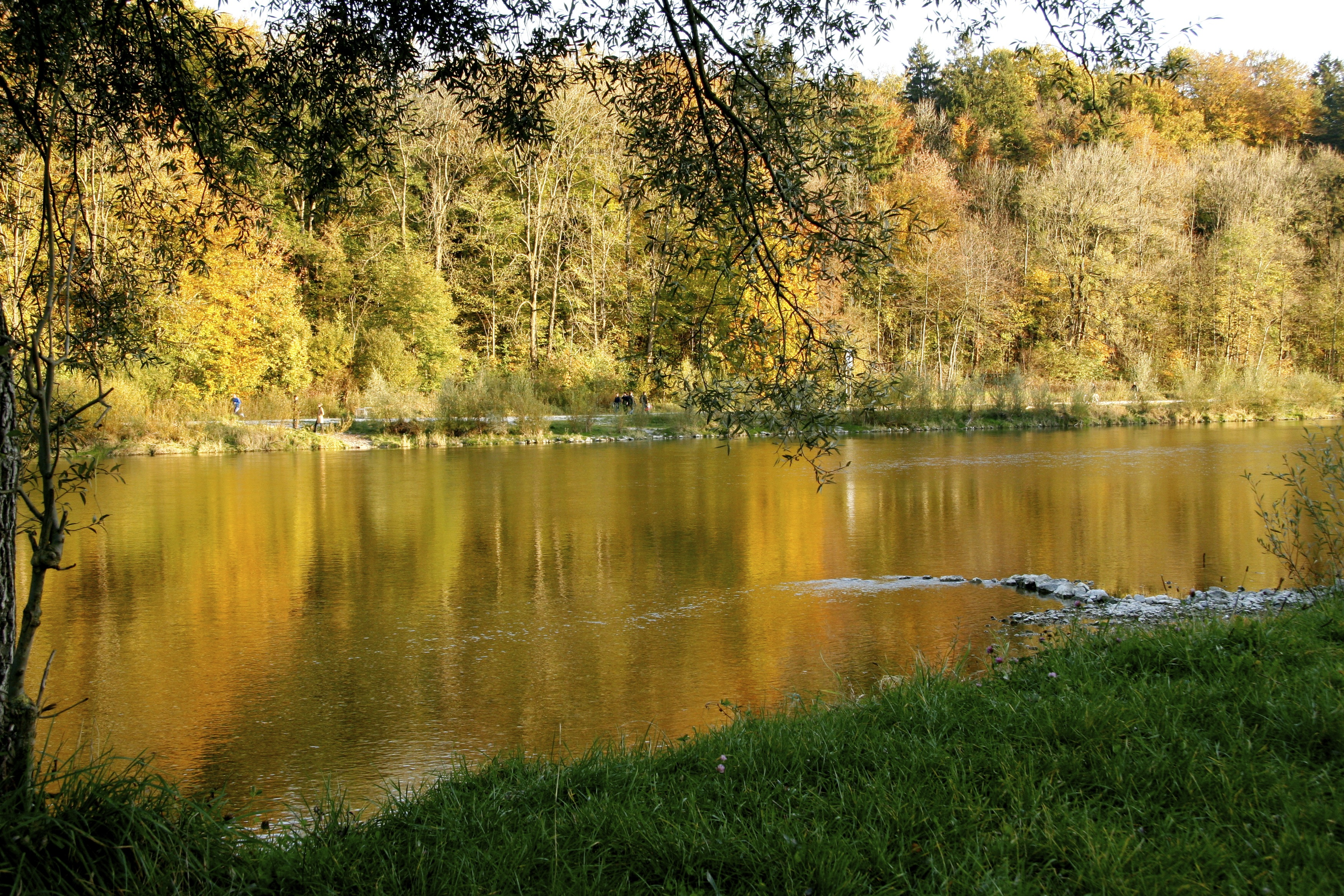
塔尔基兴的伊萨尔河之秋

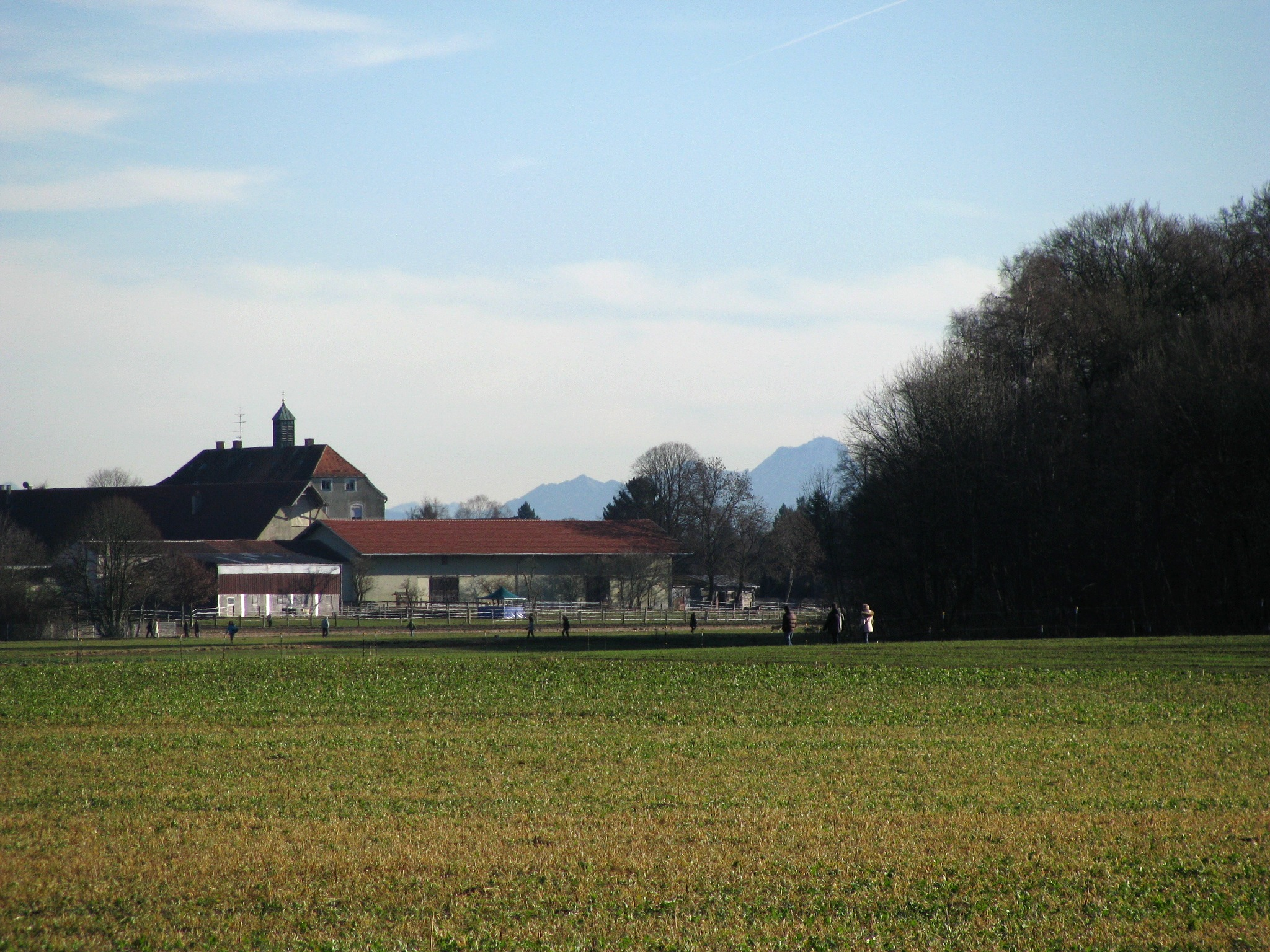
慕尼黑市内的最高点：瓦恩贝格

### 社会结构
市辖区的就业岗位大部分集中在上森德灵的工商业场所内。市辖区的社会结构则遵循区分区内的现行实际城市规划（老索尔恩别墅社区，单户住宅地区于福斯滕里德和马克斯霍夫，大型住宅设施及排屋地区于菲尔斯滕里德，老住宅小区及合作社房屋于塔尔基兴和上森德灵）。市辖区整体的外国人比例低于全市平均水平，但各区分区之间有着显著的差异。

### 交通
市辖区辟有一个与95号高速公路相连的出入口和另一个与11号联邦公路相连的出入口。此外，该市辖区还设有3号线的地铁车站菲尔斯滕里德西站、巴塞尔大街站、福斯滕里德大道站、马赫特芬大街站、埃登巴赫大街站、上森德灵站和塔尔基兴站以及位于慕尼黑－霍尔茨基兴铁路旁、属城市快铁7号线及20号线（此外还有区域列车途经）的西门子工厂站及索尔恩站。前伊萨尔河谷铁路已关闭并将路基重建为单车径，目前仅连接索尔恩至塔尔基兴。

### 人口统计
(截至每年12月31日)
| 年份 | 人口   | 外国人（比例）  | 面积 （km²） | 人口密度 （每km²） | 来源及其它数据                                  |
| ---- | ------ | --------------- | ------------ | ------------------ | ----------------------------------------------- |
| 2000 | 76,762 | 13,454 (17.5 %) | 17.7514      | 4,324              | 慕尼黑统计年鉴2001 （页面存档备份，存于） (PDF) |
| 2001 | 77,518 | 13,945 (18.0 %) | 17.7514      | 4,367              | 慕尼黑统计年鉴2002 （页面存档备份，存于） (PDF) |
| 2002 | 77,659 | 14,208 (18.3 %) | 17.7513      | 4,375              | 慕尼黑统计年鉴2003 （页面存档备份，存于） (PDF) |
| 2003 | 77,850 | 14,325 (18.3 %) | 17.7525      | 4,385              | 慕尼黑统计年鉴2004 （页面存档备份，存于） (PDF) |
| 2004 | 78,056 | 14,380 (18.4 %) | 17.7612      | 4,395              | 慕尼黑统计年鉴2005 （页面存档备份，存于） (PDF) |
| 2005 | 79,147 | 14,983 (18.9 %) | 17.7525      | 4,458              | 慕尼黑统计年鉴2006 （页面存档备份，存于） (PDF) |
| 2006 | 80,701 | 15,219 (18.9 %) | 17.7564      | 4,545              | 慕尼黑统计年鉴2007 （页面存档备份，存于） (PDF) |
| 2007 | 82,283 | 15,849 (19.3 %) | 17.7587      | 4,633              | 慕尼黑统计年鉴2008 （页面存档备份，存于） (PDF) |
| 2008 | 82,771 | 15,964 (19.3 %) | 17.7587      | 4,661              | 慕尼黑统计年鉴2009 （页面存档备份，存于） (PDF) |
| 2009 | 82,482 | 15,647 (19.0 %) | 17.7586      | 4,645              | 慕尼黑统计年鉴2010 （页面存档备份，存于） (PDF) |
| 2010 | 83,584 | 16,467 (19.7 %) | 17.7674      | 4,704              | 慕尼黑统计年鉴2011 （页面存档备份，存于） (PDF) |
| 2011 | 85,458 | 17,834 (20.9 %) | 17.7543      | 4,813              | 慕尼黑统计年鉴2012 （页面存档备份，存于） (PDF) |
| 2012 | 87,271 | 18,895 (21.7 %) | 17.7543      | 4,915              | 慕尼黑统计年鉴2013 （页面存档备份，存于） (PDF) |
| 2013 | 90,790 | 21,642 (23.8 %) | 17.7631      | 5,111              | 慕尼黑统计年鉴2014 （页面存档备份，存于） (PDF) |
| 2014 | 91,412 | 21,777 (23.8 %) | 17.7631      | 5,146              | 慕尼黑统计年鉴2015 （页面存档备份，存于） (PDF) |

## 政治
塔尔基兴-上森德灵-福斯滕里德-菲尔斯滕里德-索尔恩上一次的区议会选举是在2014年3月16日。其议席分配如下：基社盟15席、社民党13席、绿党7席以及自民党2席。在塔尔基兴-上森德灵-福斯滕里德-菲尔斯滕里德-索尔恩共67730名符合投票资格的居民中，有29886人行使了自己的表决权，选民投票率约为44.1%。